# Anna-Lisa Baude
Anna Elisabeth „Anna-Lisa” Baude (ur. 25 września 1897 w Sztokholmie, zm. 7 czerwca 1968 tamże) – szwedzka aktorka filmowa i teatralna. Na przestrzeni lat 1921–1968 wystąpiła w ponad 60 produkcjach.

## Wybrana filmografia
- Hotel Paradis (1931)
- Skandal (Äktenskapsleken, 1935)
- Emelie Högqvist (1939)
- Ombyte förnöjer (1939)
- Kryzys (Kris, 1946)
- Min syster och jag (1950)
- Leva på 'Hoppet' (1951)
- Sju svarta be-hå (1954)